# Teatro romano de Palmira
O Teatro romano de Palmira (em árabe: المسرح الروماني بتدمر) é um teatro romano na antiga cidade de Palmira, no Deserto Sírio. O edifício, nunca completamente concluído, foi construído no século II d.C. As ruínas foram restauradas no século XX e antes da Guerra Civil Síria (iniciada em 2011) era o local onde se realizavam os espetáculos do Festival de Palmira de Cultura e Artes.

## Descrição
O teatro ocupava o centro de uma praça situada a sudoeste da principal avenida da cidade, a Grande Colunata. A praça, com 82 por 104 metros, tinha uma colunata semicircular e estava ligada ao portão sul da muralha por uma curta rua. A cávea, inacabada, tem 92 metros de diâmetro e consiste apenas numa cávea inferior (cavea ima) que rodeia diretamente a orquestra. A cávea está organizada em 11 cunei (cunhas), cada uma com 12 filas e está virada para norte-nordeste, em direção ao cardo máximo. O ádito máximo (aditus maximus) do teatro, a entrada principal, tem 3,5 m de largura e conduz a uma orquestra com pavimento de pedra com um diâmetro de 20,3 m. A orquestra é delimitada por um muro circular com um diâmetro de 23,5 m.
As paredes do proscénio estão decoradas com dez nichos curvos e nove nichos circulares, colocados alternadamente. O palco mede 45,5 por 10,5 m e é acessível por duas escadarias. O cenário (scaenae frons) tem a aparência da fachada de um palácio e tinha cinco portas: a entrada principal, ou regia, com a forma de um largo nicho curvado; duas portas de convidados (hospitalis) em cada um dos lados da regia, com a forma de dois nichos retangulares pouco profundos; e duas portas suplementares, em cada um dos lados do palco. Sabe-se da existência de uma estátua de Nero no nicho da regia, mandada colocar pelo próprio. As colunas do palco são de ordem coríntia.
Até à década de 1950, o teatro estava enterrado em areia. Foi então desenterrado e começaram os trabalhos de restauro. No início de julho de 2015 a imprensa mundial divulgou que pelo menos desde 27 de maio que o antigo teatro tinha sido usado para execuções públicas, realizadas por adolescentes sob as ordens do Estado Islâmico do Iraque e do Levante (EIIL), que desde maio controlava a área.